# Jacques-Auguste Fauginet
Jacques-Auguste Fauginet, né à Paris le 22 avril 1809 et mort à Charenton-Saint-Maurice le 6 mai 1848, est un sculpteur et médailleur français.

## Biographie
Jacques-Auguste Fauginet est l'élève de Jacques-Édouard Gatteaux et de David d'Angers.
Il obtient le second prix de Rome de gravure en médaille et pierre fine en 1831 sur le thème d'Œdipe expliquant l’énigme du sphinx, puis une médaille de troisième classe au Salon de 1838.

## Collections publiques
- Bar-le-Duc : Monument au docteur Champion, 1846[3]
- Paris, 
  - Fontaine Saint-Sulpice : Jean-Baptiste Massillon, statue
  - Musée du Louvre : Buste d'Alexandre Dumas, plâtre patiné façon bronze, 1831[4]
- Saint-Flour, cathédrale Saint-Pierre : Christ au tombeau, 1842[5]
- Sceaux, jardin des Félibres : Jean-Pierre Claris de Florian, 1838, buste en bronze d'après Achille Devéria
- Beggarman, 1842, bronze, 27,9 x 35,5 x 10,2 cm, dépôt au musée du Louvre pat l'American Friends of the Louvre (en vue d'un don ultérieur)[6]

Œuvres de Jacques-Auguste Fauginet
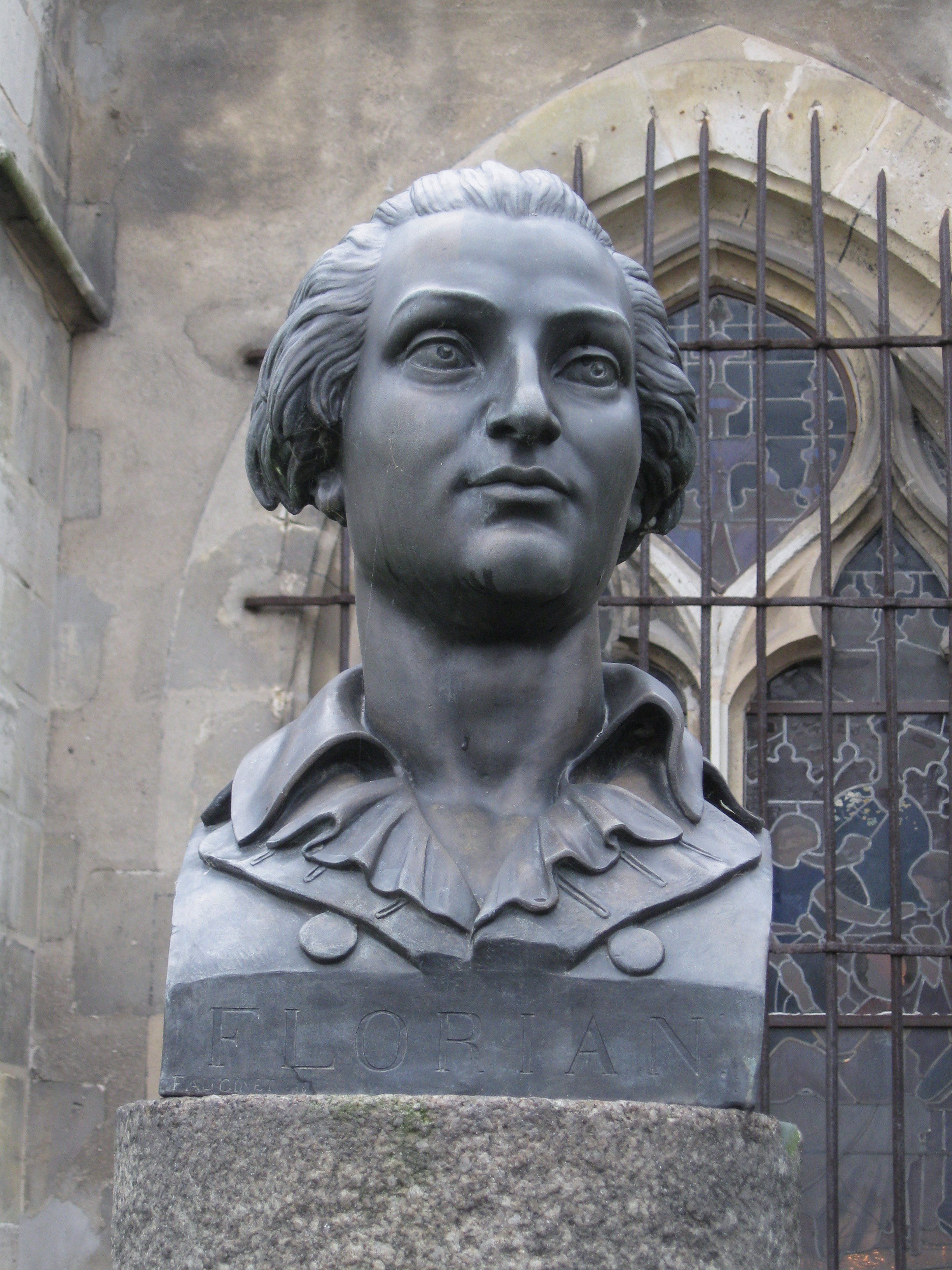
Jean-Pierre Claris de Florian, buste ornant sa sépulture, Sceaux, jardin des Félibres.
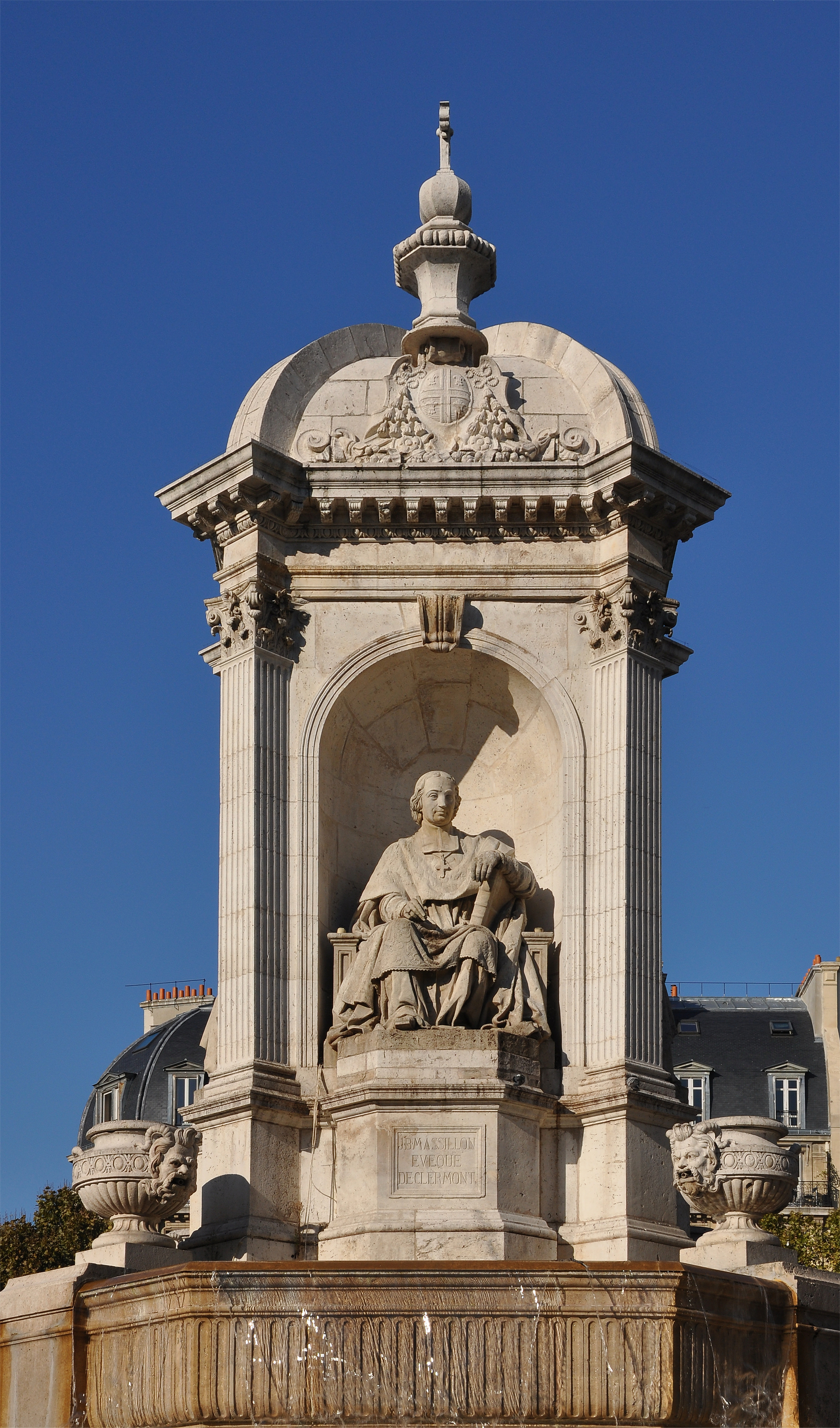
Jean-Baptiste Massillon, statue de la fontaine Saint-Sulpice à Paris.
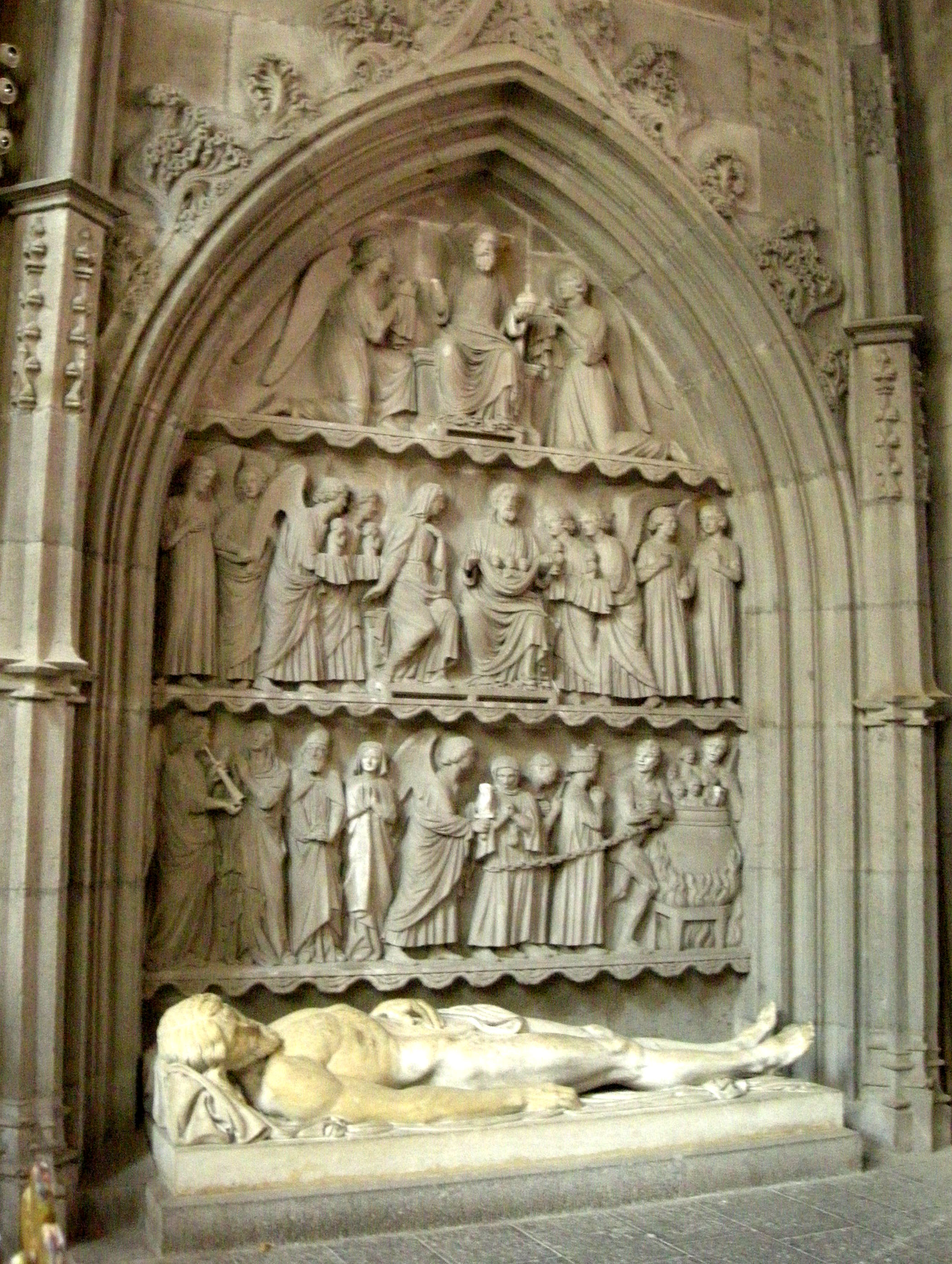
Christ au tombeau, Saint-Flour, cathédrale Saint-Pierre.